# Bidyogo
Das Bijago oder Bidyogo ist die Sprache des Bissagos-Archipels von Guinea-Bissau. Sie wird von der Volksgruppe der Bijagos gesprochen.
Die Grammatik ist sehr komplex und es gibt Schwierigkeiten mit der Verständigung zwischen den Dialekten. Der Kamona-Dialekt der Inseln Caravela und Carache ist den anderen gegenüber nahezu unverständlich.
Man ordnet das Bijago als eine isolierte Sprache innerhalb der westatlantischen Sprachen ein. Zudem wird das Bijago als eine eigenständige Einzelgruppe der Atlantik-Kongo-Sprachen innerhalb der Niger-Kongo-Sprachfamilie betrachtet.

## Charakteristiken
Der Kajko-Dialekt von Bijago ist eine der wenigen Sprachvarietäten der Welt, von denen bekannt ist, dass sie einen linguolabialen Konsonanten verwenden, der bestimmte Stopp-[d̼], in seinen Grundlautsystem.